# Nyambi Nyambi
Nyambi Nyambi junior (* 26. April 1979 in Norman, Oklahoma) ist ein US-amerikanischer Schauspieler nigerianischer Abstammung.

## Leben
Nyambi Nyambi wurde im Jahre 1979 als Sohn des nigerianischen Ehepaares Atai und Nyambi Nyambi senior in Norman im US-Bundesstaat Oklahoma geboren, wuchs aber einen Großteil seiner Kindheit bzw. Jugend in Herndon im US-Bundesstaat Virginia auf. Seine High-School-Zeit verbrachte er an der Oakton High School im Fairfax County, wo er unter anderem auch als Basketballspieler im Schulteam zum Einsatz kam. Bereits zu dieser Zeit hatte er die Position des Shooting Guard inne, die er auch während seiner Zeit an der Universität beibehielt. Sein High-School-Team führte er zur ersten siegreichen Saison seit über 25 Jahren und wurde aufgrund seiner Leistungen in seinem Seniorjahr in die All-District-Auswahl aufgenommen. An der Oakton High war er Präsident des „College Partnership“-Programms sowie Mitglied des „Black Cultural Awareness“-Vereins und des Forensikklubs. Nach seinem Wechsel an die Bucknell University, wo Betriebswirtschaftslehre sein Hauptstudienfach war, engagierte sich Nyambi auch für die dortige Sportabteilung, die Bucknell Bisons. Dabei kam er 1997/98 im Basketballteam zu Einsätzen bei 17 Universitätsspielen und führte das Junior-Varsity-Team (JV) mit 19 Drei-Punkte-Würfen an. In der darauf folgenden Saison absolvierte er 13 bzw. 15 Spiele, gefolgt von der Saison 1999/2000, in der er in sieben bzw. acht Partien auflief und zudem als JV zum Einsatz kam. Im Jahre 2000 wurde Nyambi von seinen Kommilitonen zu einem der diesjährigen Homecoming-Hosts gewählt.

## Karriere
Bereits in seiner Kindheit liebte es Nyambi, verschiedene Fernsehfiguren nachzuspielen.  Zur Schauspielerei fand Nyambi in seinem Seniorjahr, als er für ein Stück der universitätseigenen Theatergruppe vorsprach und er am Campus eine Rede über Martin Luther King gehalten hatte.
Nach seinem Abschluss an der Bucknell zog es Nyambi nach New York, wo er schließlich an der von Stella Adler gegründeten Schauspielschule Stella Adler Studio of Acting Schauspielunterricht bekam und nebenbei auch für Richard Humphrey von Arts4All arbeitete. Zudem bekam er von der New York University einen Master of Fine Arts, mit dem sich Nyambi selbst den Weg für eine spätere Schauspielkarriere ebnete. Obgleich er anfangs nur in lokalen Produktionen zum Einsatz kam, wurde er schon bald auch in größeren Theaterstätten, unter anderem in verschiedenen Theatern in New York City, eingesetzt. So spielte er unter anderem für Partial Comfort Productions im Stück A Matter of Choice und war zudem in Spielstätten wie dem Classical Theatre of Harlem, dem New York Theatre Workshop oder am Williamstown Theatre Festival zu sehen. Außerdem hatte er im Jahre 2009 die Rolle des Caliban im Shakespeare-Stück Der Sturm. inne, das in der Classic Stage Company aufgeführt wurde. Des Weiteren war Nyambi, der erst im Jahre 2008 seinen Abschluss an der NYU machte, im Stück Kulakuta im Einsatz, das einen starken Bezug zu Nigeria hat. Zu diesem Stück hatte er auch Pläne zur Verfilmung. Im Jahre 2009 war er unter anderem auch für den südafrikanischen Schriftsteller und Dramatiker Athol Fugard in dessen Stück Coming Home in Philadelphia im Einsatz. Seinen Durchbruch in Film und Fernsehen hatte Nyambi bereits einige Jahre zuvor, als er in der US-amerikanisch-französisch-deutschen Filmproduktion Zwei Tage Zwei Nächte als einer der beiden Organisatoren eingesetzt wurde und dabei eine wesentliche Rolle übernahm. Weitere Engagements folgten im Jahre 2009 im Kurzfilm Translucent, gefolgt von einer Reihe namhafter Produktionen im Jahre 2010. So war er in diesem Jahr unter anderem im Film William Vincent neben Schauspielgrößen wie James Franco, Julianne Nicholson, Josh Lucas oder Martin Donovan in einer kleinen Gastrolle im Einsatz und brachte es zudem auf einen Auftritt in einer Folge von Law & Order. Des Weiteren schaffte er es 2010 als senegalesischer Kellner Samuel in die Besetzung der Fernsehserie Mike & Molly. Er spielt weiter Theater in der LAByrinth Theatre Company.

## Filmografie
Filmauftritte (auch Kurzauftritte)
- 2006: Zwei Tage Zwei Nächte (Day Night Day Night)
- 2009: Translucent
- 2010: William Vincent
- 2014: Saint Janet
- 2021: Here Today

Serienauftritte (auch Gast- und Kurzauftritte)
- 2010: Law & Order (eine Folge)
- 2010–2016: Mike & Molly (115 Folgen)
- 2017–2022: The Good Fight
- 2022–2023: Titans (2 Folgen)
- seit 2024: Night Court